# Synagogue de Göteborg
La synagogue de Göteborg à Stora Nygatan, près de Drottningtorget, fut construite en 1855 selon les plans de l'architecte allemand August Krüger. La synagogue dispose de 300 places assises.

## Galerie

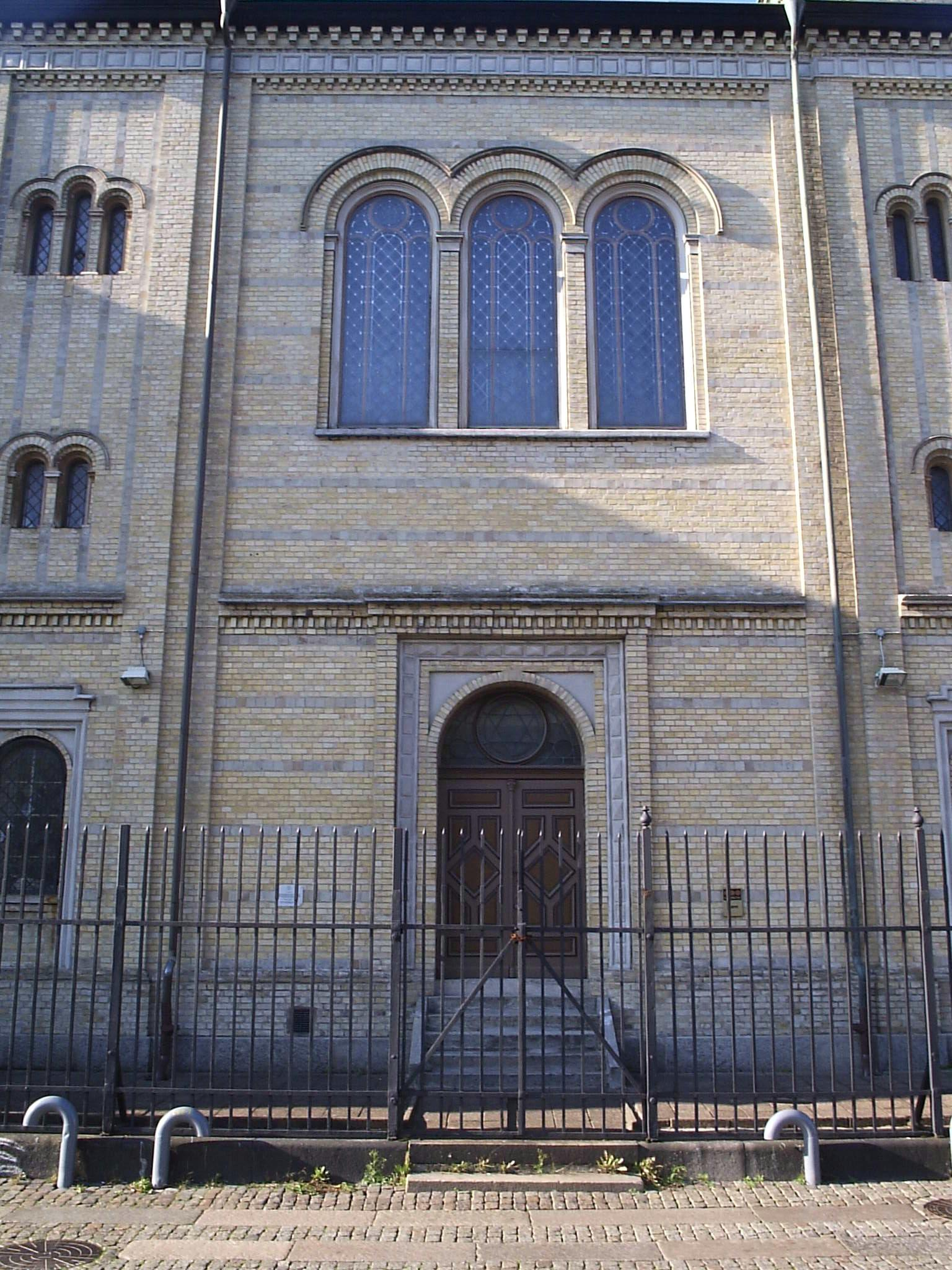
Partie centrale de la synagogue vue de face
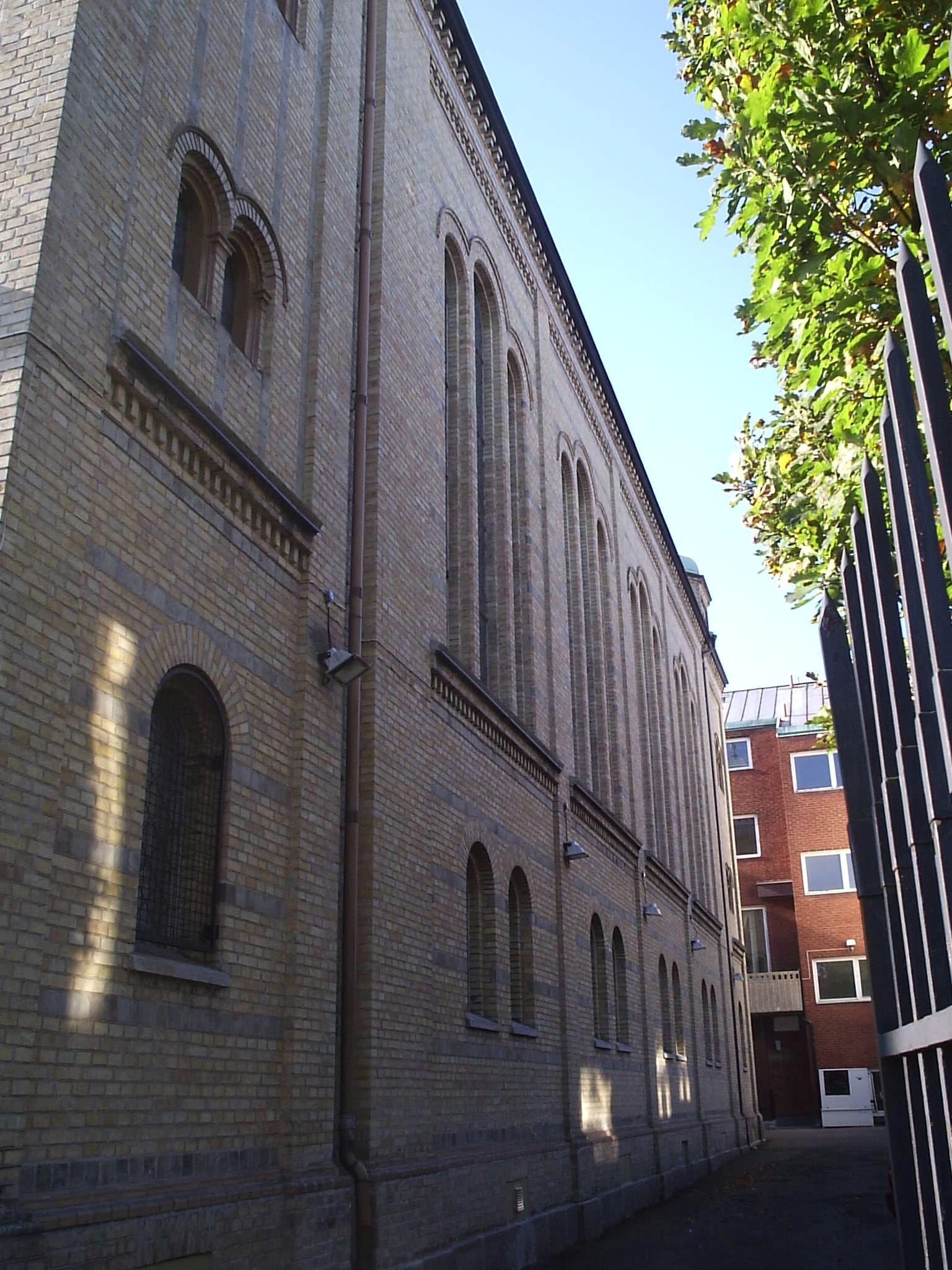
La synagogue (vue latérale)
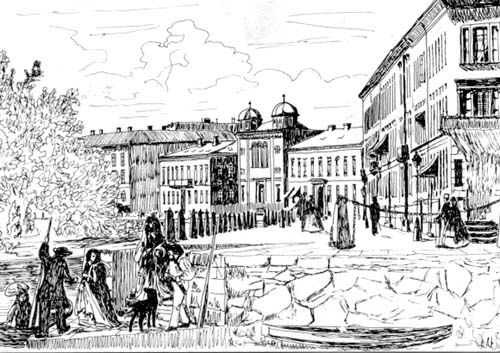
Lithographie de 1860 montrant la synagogue au bord de l'eau
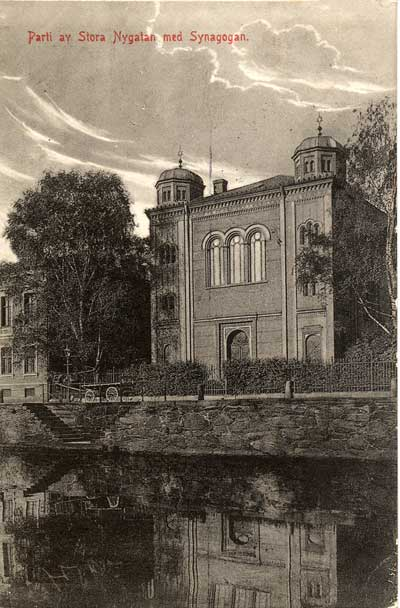
Carte postale du début du XXe siècle